# 雙黑帶尖胸沫蟬
雙黑帶尖胸沫蟬（学名：Aphrophora horizontalis）为尖胸沫蟬科尖胸沫蟬屬下的一个种。